# Вук Љевак Шекуларски
Вук Маринков Љевак (око 1700 — око 1770), познат као Војвода Вук Љевак Шекуларски, биo је војвода и касније кнез племена Шекуларци, владар Шекуларом од смрти његовог претходника Војводе Даше око 1730. године до његове смрти око 1770. године. У Руско-аустријско-турском рату (1735—1739) учествовао је 1737. године под командом Војводе Радоње Петровића, кучког поглавара и млетачког ”Гувернадура свих Брда” (Брда су поред Куча обухватала Васојивиће и Шекуларце, Клименте, Братоножиће и оближља племена) и у савезу са Хабуршким трупама Фелдмашала фон Секендорфа. После пораза тог подухвата у јулу 1737. године, Шекулар је са ранга војводства пао на ранг кнежевине, па је и Вук Љевак од војводе постао кнез. 
8. августа 1737. године, Патријарх српски Арсеније IV Шакабента, који је са Војводом Радољом Петровићем одиграо кључну улогу у дизаљу православног народа у тој години против-турског рата, бежи из османског заробљеништва у Пећи и преко Ругове тог дана стиже у Шекулар, где бива угошћен од стране локалног војводе-кнеза, односно Вука Љевака, и где пребива читаве две недеље. Те године патријарх предводи Другу Велику Сеобу Срба преко Саве и Дунава.
Вук Љеваков отац је Маринко, чији су преци у Шекулару вероватно дошљаци из Цуца. Постоје и веровања да је он старим пореклом из Шекулара, односно да је потомак оснивача шекуларског војводства Петра Шекуларца, који је живео у 15. веку. У том случају би Вук Љевак био рођак свог предходника Војводе Даше, за кога се држи да је директан потомак Петра Шекуларца.